# 奧特拉達
奧特拉達（俄语：Отрада）是俄羅斯巴什科爾托斯坦共和國阿利舍耶沃區轄下的一個城鎮。奧特拉達位於拉耶夫斯基東南30公里處，有3條街道。根據官方截至2010年所作的人口調查數據顯示，居住於奧特拉達的總人口數量為208人。